# Tegenaria florea
Tegenaria florea är en spindelart som beskrevs av Brignoli 1974. Tegenaria florea ingår i släktet husspindlar, och familjen trattspindlar. Inga underarter finns listade i Catalogue of Life.